# Paectes haematosema
Paectes haematosema là một loài bướm đêm trong họ Noctuidae.